# 순차 접근

순차접근과 비순차적 접근의 비교

순차접근(sequential access)은 컴퓨터 과학에서 데이터에 접근하는 방법의 하나로써 자기테이프 같이 데이터를 순차적으로 접근하는 방식이다. 데이터의 위치에 따라 시간이 달라진다. 직접접근과 반대되는 개념이다.

## 정의
컴퓨터 과학계에서 순차 접근 또는 순차적 발생(sequentiality)에 관한 통일된 정의는 존재하지 않는다. 사실, 각기 다른 순차적 발생의 정의는 각기 다른 순차적 발생 수량화 결과를 낳을 수 있다. 공간 차원에서 요청 크기, 도달 거리, 거꾸로 접근, 다시 접근은 순차적 발생에 영향을 미칠 수 있다. 시간순차적 발생에서 멀티스트림, 도착간격 시간 임계치 등의 특성들은 순차적 발생의 정의에 영향을 준다.
자료 구조에서 자료 구조는 값이 하나의 특정한 순서를 포함하는 상황에서 값을 방문하는 경우에 한해 순차 접근으로 간주된다. 전형적인 예로 링크드 리스트가 있다.

## 저장 매체
- 자기테이프
- 종이테이프
- 천공카드

## 같이 보기
- 직접접근
- 비순차적 접근